# L-8
L-8, sau này được đổi tên thành America và nổi tiếng với cái tên "Ghost Blimp", là khí cầu lớp L của Hải quân Hoa Kỳ đã biến mất trên bầu trời Thái Bình Dương vào ngày 18 tháng 8 năm 1942. Vào 11:15 sáng, vài giờ sau khi cất cánh từ đảo Treasure, California, L-8 lại xuất hiện ngoài khơi bãi biển Ocean. L-8 va chạm với mặt đất tại bãi biển gây thiệt hại cho khí cầu, sau đó trôi dạt qua San Francisco và bị rơi trên Đại lộ Bellevue, thành phố Daly. Không có một dấu vết nào của phi hành đoàn (Trung úy DeWitt Cody và Thiếu úy Charles Adams) được tìm thấy.

## Diễn biến
Sau khi Hoa Kỳ tuyên chiến với Nhật Bản sau sự kiện Trân Châu Cảng, Hải quân Đế quốc Nhật Bản đã đánh chìm ít nhất nửa tá tàu Đồng minh ngoài khơi Bờ Tây trong khoảng thời gian vài tháng. Đến tháng 8 năm 1942, quân Nhật ném bom mỏ dầu Ellwood ở California, Fort Stevens ở Oregon. Vào ngày 25/2/1942, một nhầm lẫn đã gây ra trận Los Angeles khi hệ thống báo động nhận diện nhầm bóng bay thời tiết là một chiếc phi cơ.
Vài tháng trước khi sự cố xảy ra, vào tháng 4/1942, L-8 đã giao các bộ phận quan trọng của B-25 cho tàu sân bay USS Hornet (CV-8) sau khi nó rời California, trước cuộc Oanh tạc Tokyo.

## Sự cố
Vào lúc 6:03 sáng, ngày 16/8/1942, L-8 - đã được giao cho Phi đội Tuần tra Khí cầu (ZP) 32 - cất cánh từ Đảo Treasure, San Francisco. Theo lịch trình ZP sẽ đưa khinh khí cầu qua Quần đảo Farallon, Point Reyes trước khi quay trở lại Cầu Cổng Vàng. Vào thời điểm xảy ra sự cố, khinh khí cầu đã thực hiện 1.092 chuyến bay trước đó mà không gặp sự cố nào.  
Vào 7:38, phi hành đoàn của L-8 liên lạc với Đảo Treasure và báo cáo quan sát phát hiện một vết dầu loang cách bờ biển Quần đảo Farallon khoảng 6,5 km. Một tàu lớp Tự Do và một chiếc thuyền đánh cá trong khu vực đều chứng kiến L-8 lao xuống cách mặt biển trong vòng 9 mét và đi vòng quanh vết dầu loang. Đây là lần cuối cùng khí cầu được nhìn thấy (được xác nhận) với phi hành đoàn trên tàu. Đảo Treasure đã mất liên lạc với phi hành đoàn lúc 8:50 sáng. Ngay sau 9:00, L-8 phá chấn lưu, bay lên và hướng về phía đông – trái với lộ trình dự định ban đầu về phía Point Reyes, nằm ở phía tây bắc.
Lúc 11:15 sáng, L-8 xuất hiện trở lại ngoài khơi Ocean Beach và trôi dạt về phía bờ biển ở độ cao thấp. Khi khí cầu chạm xuống biển, 2 ngư dân đã cố gắng giữ khinh khí cầu lại bằng dây. Cabin không có phi hành đoàn nào. L-8 sau đó đã bay lên và va chạm với một ngọn đồi, gây hư hại cho chân vịt và làm phát nổ 1 quả bom chìm, khiến khinh khí cầu bị giảm độ cao. L-8 rơi xuống một ngôi nhà tại 419 Đại lộ Bellevue, thành phố Daly. 

## Điều tra
Cảnh sát và quân đội ngay lập tức có mặt tại hiện trường vụ tai nạn, không tìm thấy phi hành đoàn nào bên trong cabin, Các cuộc tìm kiếm trên không, trên bộ và trên biển đều không thu lại kết quả khả quan. Các nhà chức trách giả thuyết rằng 2 phi hành đoàn đã nhảy ra khỏi L-8 trên biển, nhưng dù và phao cứu sinh đều được tìm thấy trong cabin. Hơn nữa, thiết bị vô tuyến đã được bật nhưng không có một tín hiệu cầu cứu nào được gửi đi, chứng tỏ các phi hành đoàn đều bị biến mất đột ngột. Kết quả điều tra cho thấy L-8 không bị bắn hạ, cháy hoặc xảy ra mâu thuẫn giữa Cody và Adams. Hai người được tuyên bố đã tử vong vào năm 1943.

## Hậu quả
L-8 nhanh chóng được sửa chữa và hoạt động trở lại sau sự cố. Sau chiến tranh, khinh khí cầu được bán lại cho công ty Goodyear và đổi tên thành America và dừng hoạt động vào năm 1982. Khinh khí cầu sau đó được sơn lại theo ký hiệu L-8 và được trao cho Bảo tàng Hàng không Hải quân Quốc gia ở Pensacola, Florida.